# Hall Central

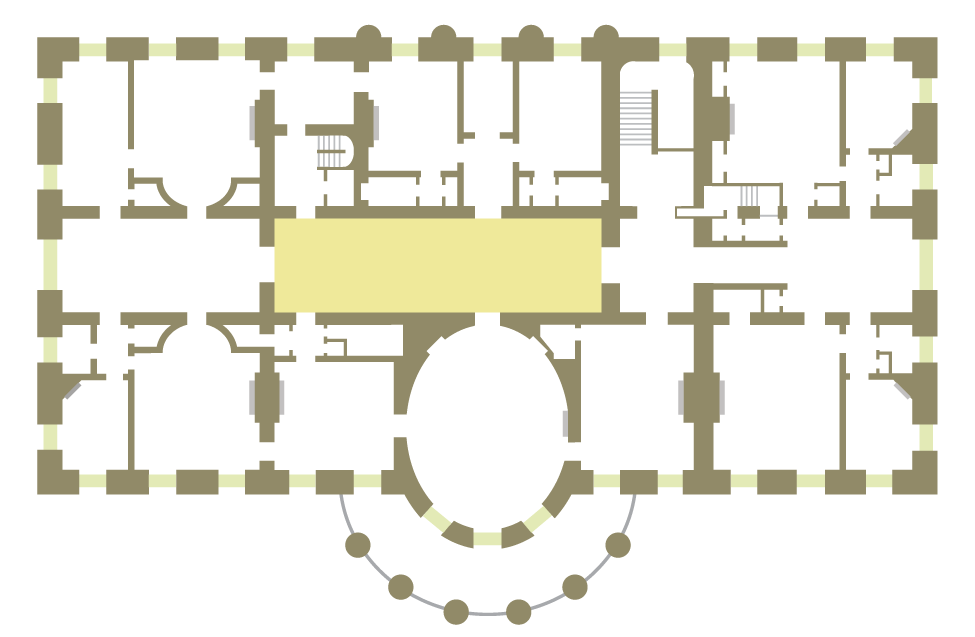
Plan du deuxième étage de la Maison-Blanche montrant la location du Hall Central.

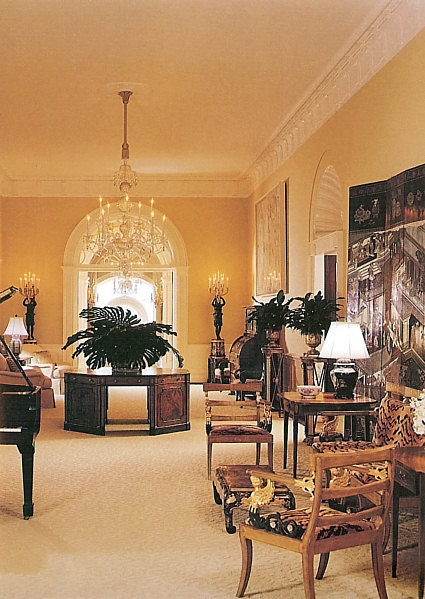
Le Hall Central.

Le Hall Central (en anglais, Center Hall) est une grande halle au centre du deuxième étage de la Maison-Blanche, résidence du président des États-Unis.

## Description
Cette salle relie la salle de séjour Est et la salle de séjour Ouest. Elle permet l'accès au palier de l'ascenseur, aux chambres Est et Ouest, au Grand escalier, à la Yellow Oval Room, au salon privé de la Famille présidentielle, et à la chambre du Président.

### Ameublement
L'ameublement est composé d'une collection Américaine de meubles de style néoclassique, fabriqués à la main et dont le bois a été peint, comprenant un canapé, six fauteuils, et quatre chaises (qui ont appartenu au président James Monroe). Cette collection a été retapissée de velours (composé de laine et de soie) pendant le mandat du président George W. Bush dont le motif représentante une peau de tigre. Elle a été ensuite déplacée vers le Hall Central depuis la Yellow Oval Room. On trouve également dans la salle un secrétaire en acajou de style Louis XVI provenant de la Red Room, pour laquelle il avait été acquis, durant le mandat du président John Fitzgerald Kennedy ; et un lot de deux torchères de bronze de style Empire en forme de cariatide provenant du Château de Malmaison, qui avaient été originellement acquises pour la Blue Room par Stéphane Boudin, décorateur sous le mandat du président Kennedy.

## Histoire
Durant les premières années du XXe siècle, le Président William Howard Taft fit décorer la salle avec des plantes exotiques et des œuvres d'art qu'il avait rapporté de son mandat de gouverneur général des Philippines. Plus tard, le Président Woodrow Wilson y regarda des films alors que l'actuel cinéma de la Maison-Blanche n'était qu'un vestiaire.